# 21-я улица (линия Кросстаун, Ай-эн-ди)
|   |   |   |   |
| · | · | · | · |

|   |   |   |   |
| · | · | · | · |

«21-я улица» (англ. 21st Street) — станция Нью-Йоркского метрополитена, расположенная на линии Кросстаун, Ай-эн-ди. Станция находится на перекрёстке 21-й улицы и Джексон-авеню в округе Лонг-Айленд-Сити в Куинсе. На станции останавливается маршрут G (круглосуточно).

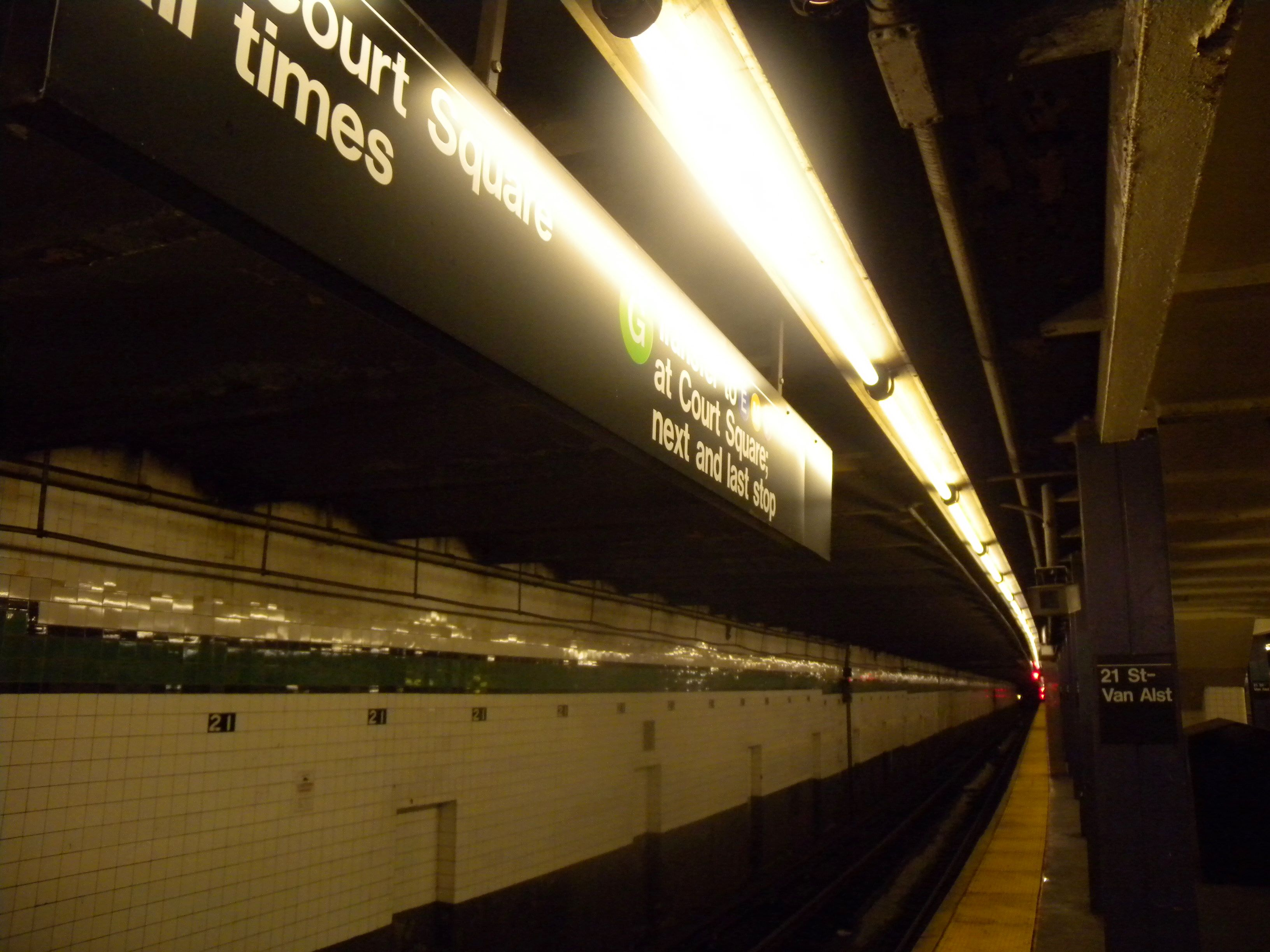
Северная сторона

Станция была открыта 19 августа 1933 года в составе первой очереди IND Crosstown Line (от Куинс-Плаза до Нассо-авеню).
Станция представлена 2 путями и одной островной платформой между ними. Путевые стены покрыты белой плиткой с тёмно-зелёной линией. Также имеются мозаики с названием станции. Кроме того название станции есть на стандартных чёрных табличках, которые висят на окрашенных в фиолетовый цвет колоннах.
Над станцией расположен мезонин, равный по длине самой станции. Однако открыта только северная его половина, имеющая две лестницы с платформы. Южная половина имеет три лестницы и используется в качестве складов и офисов.
Как и многие станции на этой линии, 21st Street находится в упадочном состоянии. На южной  стороне из-за подземных источников сильно повреждены плитки. Но несмотря на это, не имеется планов по реконструкции станции.